# DENA-Sender
Der DENA-Sender war eine Sendeeinrichtung der ehemaligen Deutschen Nachrichtenagentur in Frankfurt-Seckbach, die zur Verbreitung von Pressemeldungen auf der Langwellen-Frequenz 139 kHz unter dem Rufzeichen DCF39 im Funkfernschreibmodus diente. Der DENA-Sender wurde 1947 in Betrieb genommen und verwendete mehrere 132 Meter hohe Sendemasten. Im September 1963 brannte die Anlage aus. Nach ihrer Stilllegung Mitte der 1980er Jahre wurde die Anlage abgerissen, das Abstimmhaus mit dem Durchführungsisolator ist noch vorhanden. Auf einem Teil dieses Geländes wurde Anfang der 1990er Jahre der Parkfriedhof Heiligenstock angelegt.
In nur 750 m Entfernung befand sich der Sender Heiligenstock.